# Gheorghe Cantacuzino
Gheorghe Cantacuzino (ur. 1837, zm. 1913) – był konserwatywnym rumuńskim politykiem, który dwa razy sprawował stanowisko premiera Rumunii: pomiędzy 23 kwietnia 1899 a 19 lipca 1900 oraz między 4 stycznia 1906 a 24 marca 1907 roku.
Urodził się w rumuńskiej rodzinie szlacheckiej Cantacuzino, był potomkiem cesarzy bizantyjskich oraz hospodarów i kajmakamów mołdawskich i wołoskich. Zbudował m.in. Pałac Cantacuzino w Bukareszcie (dziś jest to Muzeum George Enescu) i Pałac Cantacuzino w Bușteni.